# Fjerritslev
Fjerritslev is een plaats en voormalige gemeente in Denemarken. 

## Voormalige gemeente
De oppervlakte van gemeente Fjerritslev bedroeg 289,65 km². De gemeente telde 8480 inwoners waarvan 4281 mannen en 4199 vrouwen (cijfers 2005). De voormalige gemeente hoort sinds 2007 bij de nieuw gevormde gemeente Jammerbugt.

## Plaats
De plaats Fjerritslev telt 3375 inwoners (2006).